# Anders Moen
Anders Moen (Stange, 1887. október 1. – Skedsmo, 1966. július 5.) olimpiai ezüstérmes norvég tornász.
Az 1908. évi nyári olimpiai játékokon tornában összetett csapatversenyben ezüstérmes lett.
Klubcsapata az Oslo Turnforening volt.